# Elly Akira
Fareeza Terunuma (照沼ファリーザ, Terunuma Farīza), née le 25 janvier 1986 à Tokyo. 